# Basil Champneys
Basil Champneys (17 septembre 1842 - 5 avril 1935) est un architecte et auteur britannique dont les bâtiments les plus remarquables sont la bibliothèque John Rylands de Manchester, la bibliothèque du Somerville College (Oxford), le Newnham College, Cambridge, Lady Margaret Hall, Oxford, Mansfield College, Oxford et le bâtiment Rhodes d’Oriel College à Oxford.

## Biographie
Champneys est né à Whitechapel, Londres, le 17 septembre 1842 dans une famille modeste. Son père, William Weldon Champneys, est vicaire évangélique de l'église St Mary, Whitechapel (plus tard doyen de Lichfield). Sa mère, Mary Anne, est la quatrième fille de l'orfèvre Paul Storr (en) (elle est la cousine du Rév. Vernon Storr (en), archidiacre de Westminster de 1931 à 1936, Rev. Frank Utterton, archidiacre de Surrey de 1906 à 1908, des artistes Rex Whistler et Laurence Whistler, et de l'universitaire Michael Lindsay (2e baron Lindsay de Birker) (en) . Il fréquente la Charterhouse School, montrant un talent pour les mathématiques et manquant de compétences en dessin. En 1860, il entre au Trinity College de Cambridge. En 1864, il échoue à obtenir le diplôme de « première classe » qu'il espérait, obtenant une deuxième classe dans les tripos classiques, et il part étudier en tant qu'architecte avec John Prichard (en), l'arpenteur de la cathédrale de Llandaff. Champneys créé son cabinet d'architecte en 1867 à Queen's Square, à Londres, à proximité du bureau de Morris &amp; Co.
En 1876, il épouse May Theresa Ella, une fille de Maurice Drummond, descendant de William Drummond (4e vicomte Strathallan), et ils ont deux fils et deux filles. Champneys est membre de la Century Guild, de l'Athenaeum Club et du Savile Club (en), fréquentant Walter Pater, Robert Louis Stevenson, Sidney Colvin et Coventry Patmore. En 1912, le Royal Institute of British Architects décerne à Champneys sa Médaille d'or royale pour l'architecture. Champneys est décédé à son domicile, 42 Frognall Lane, Hampstead, le 5 avril 1935. Il est le frère des rameurs de Brasenose, Weldon Champneys (ecclésiastique) et Sir Francis Champneys (en) (médecin) .

## Écrits
Ses écrits comprennent une introduction à Henry Merritt : Art Criticism and Romance, publié en 1879 et Churches about Queen Victoria Street, un portfolio publié en 1871, Victorian art and originality for the British Architect publié en 1887, et The architecture of Queen Victoria's règne pour l' Art Journal, publié en 1887. A Quiet Corner of England: Studies of Landscape and Architecture in Winchelsea, Rye and Romney Marsh est publié en 1875 après avoir été diffusé sous forme de portfolio et un ouvrage concernant sa belle-mère, Adelaide Drummond, A Retrospect and Memoir, est publié dans 1915. La correspondance de Champneys est conservée dans la collection générale de la Beinecke Rare Book and Manuscript Library.

## Architecture

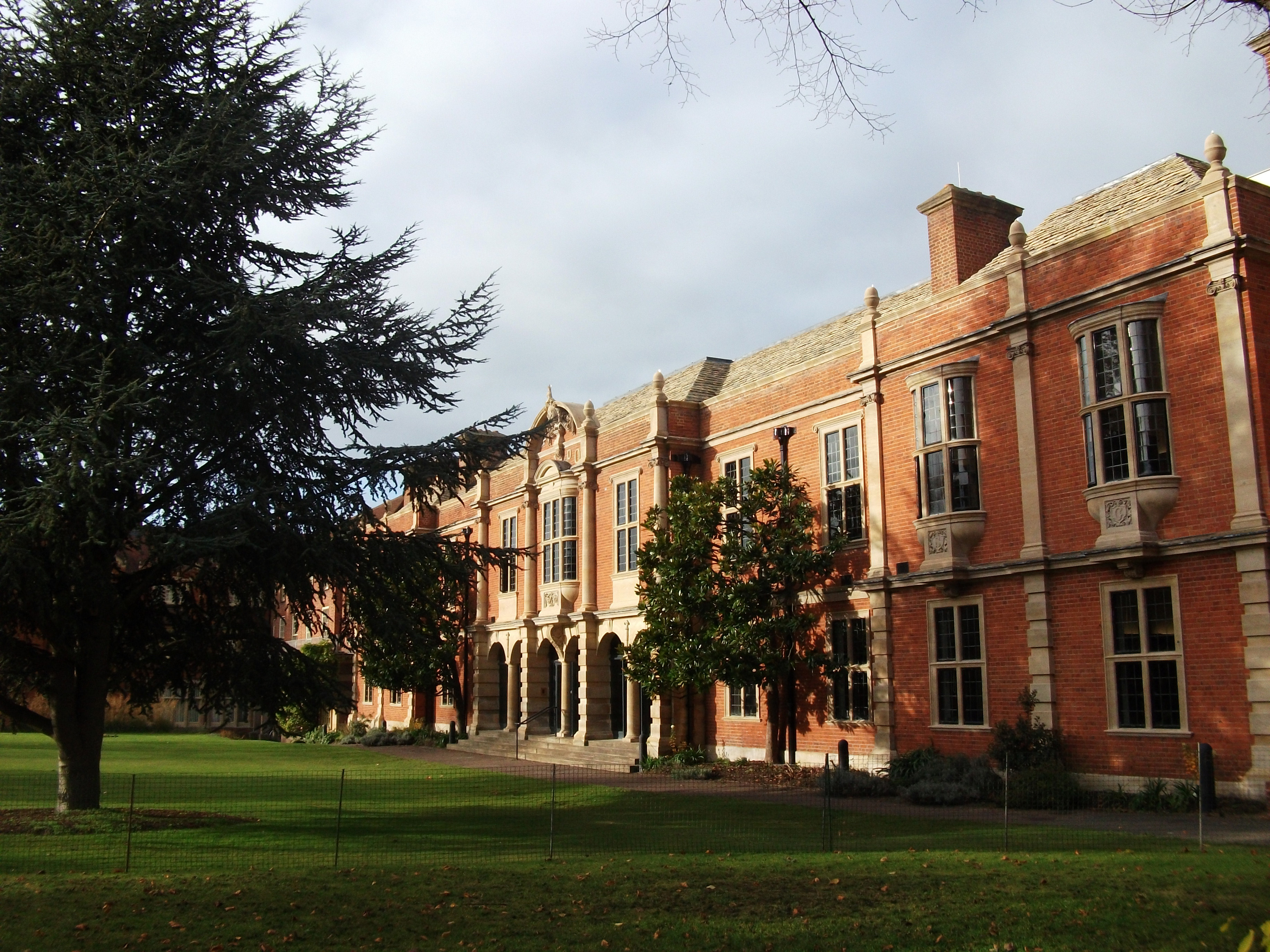
Bibliothèque du Collège Somerville, Oxford

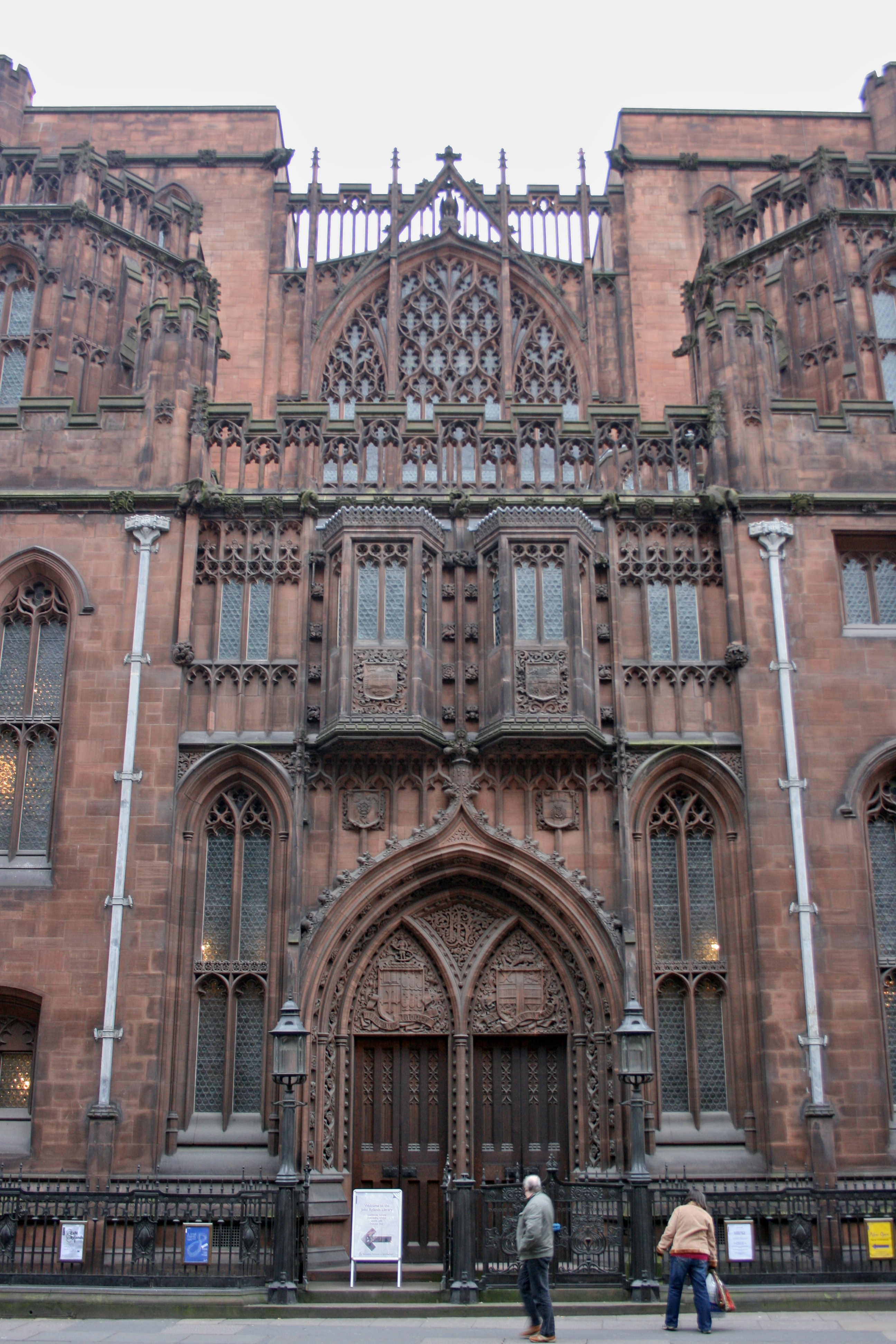
John Rylands Library (1900) à Manchester - Grade I répertorié et considéré comme l'opus magnum de Champneys.

Croyant que l'architecture est « un art et non une science », il rejoint l'Art Workers Guild au lieu de l'Institut royal des architectes britanniques. Bien que Champneys ait pu travailler dans le style gothique que John Prichard préfère et enseigne, il devient plus tard l'un des pionniers du style Queen Anne, travaillant sur au moins 100 bâtiments à travers l'Angleterre. La veuve de John Rylands, Enriqueta Rylands, a admiré la bibliothèque que Champneys a conçue pour le Mansfield College d'Oxford et l'embauche pour développer ce style à une échelle plus somptueuse - La bibliothèque commémorative John Rylands à Deansgate, Manchester. Après 9 ans de travaux, elle ouvre le 1er janvier 1900, c'est l'une des plus belles créations de Champneys.

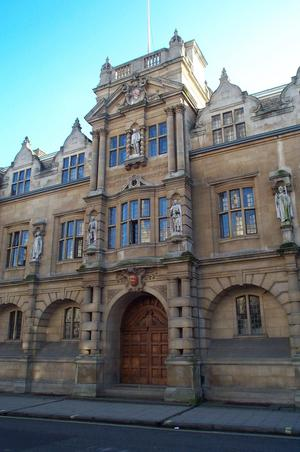
Le bâtiment Rhodes, Oriel College, Oxford

Les bâtiments d'Oxford de Champneys comprennent l'église de St Peter-le-Bailey (1872–1874), qui sert de chapelle au St Peter's College, le New Old Hall de Lady Margaret Hall (1881–1883), l'Institut indien d'Oxford (1883–1896), la bibliothèque du Mansfield College (1886–1889), la tour Robinson du New College (1896), la bibliothèque du Somerville College (1903), les bâtiments St. Alban Hall du Merton College (1905–1910), une chapelle et une résidence au Linacre College (1907–1909), le Rhodes Building à Oriel College (1908–1911).
A Cambridge, il construit le musée archéologique (1883), aujourd'hui Peterhouse Theatre, la Divinity and Literary School et le Newnham College (entre 1875 et 1910), pour lesquels il est crédité d'avoir apporté une "touche de légèreté" au collège et est reconnu pour son attention aux détails de construction et aux coûts.
Il a également construit la chapelle de Mill Hill School, Londres (1898), les bâtiments du Bedford College à Regent's Park (1910), l'école King Edward VII (King's Lynn) (1910-1913), le Butler Museum à Harrow School (1886 ), le musée du Winchester College (1898) et Bedford High School (1878–1892). Champneys conçoit également les bâtiments de la Wilnecote Board School comme une œuvre légèrement antérieure en 1877. Les églises de Champneys comprennent l'église paroissiale de son père, St Luke's, Kentish Town (1867–1870), l'église des marins de St Mary Star of the Sea, Hastings (1878) et St Chad, Slindon, Staffordshire (1894). En 1897, il peint des nuages, des chérubins et des volutes au plafond de St George the Martyr Southwark à Londres. En 1898, il ajoute un porche à St Mary, Manchester, où il est arpenteur, et entre 1902 et 1903, une annexe sud. Sa maison, Hall Oak, à Frognal, Hampstead est également l'une de ses œuvres.